# Grammadera clara
Grammadera clara är en insektsart som beskrevs av Brunner von Wattenwyl 1878. Grammadera clara ingår i släktet Grammadera och familjen vårtbitare. Inga underarter finns listade i Catalogue of Life.